# Galla Placidias mausoleum
Galla Placidias mausoleum er den populære betegnelse for en romersk bygning fra det femte århundrede i Ravenna i Italien. I 1996 blev den sammen med syv andre bygningsværker i Ravenna optaget på UNESCOs Verdensarvsliste. Som en af årsagerne til denne hæder nævnes "den enestående kunstneriske kunnen, som vises i monumenternes mosaikker". Bygningen fungerer nu som museum.

## Historie
Ravenna blev residensby for det vestromerske rige i 402, da kejser Honorius forlod Milano og flyttede til byen. Kejserfamilien - især kejserens halvsøster Galla Placidia - indledte byggeprojekter i byens nordvestlige hjørne, blandt andet et palads (afgrænset af trekanten A-A-A på kortet til venstre) og kirken Santa Croce (3). Historikerne mener, at mausolæet (4) var konstrueret som et kapel i forlængelse af forhallen (narthex) på Santa Croce, markeret med stiplede linjer på kortet. De nævnte bygninger blev opført i første halvdel af det femte århundrede og Santa Croce havde denne udstrækning frem til 1602, hvor store dele af kirken blev nedbrudt. Herved blev kapellet en selvstændig bygning, og af Santa Croce er der i dag kun en del af midterskibet tilbage, suppleret med et klokketårn. På trods af, at Galla Placidia blev begravet i familiens gravkapel i Peterskirken, opstod der alligevel i middelalderen i Ravenna en myte om, at Galla Placidia og to andre slægtninge var begravet i de tre sarkofager, der var i kapellet. I 1231 besøgte kejser Frederik 2. Ravenna og fik åbnet kisterne, der i følge datidens beskrivelser indeholdt resterne af tre mennesker. Relikvier og hellige personer var en stor forretning i middelalderen, og fra det 14. århundrede kunne man få mulighed for at kigge gennem et lille hul ind i den midterste sarkofag, hvor Galla Placidias balsamerede krop efter sigende sad på en stol. Denne forretning endte brat i 1577, da nogle børn listede sig ind i kapellet og stak et tællelys gennem hullet, for at se mere af liget, med det resultat at kistens indhold gik op i flammer. Nedbrydningen af det meste af Santa Croce i 1602 skaffede plads til en ny vej, og kapellet kom til at indgå i det almindelige gadebillede, sammenbygget med andre huse. Dette blev ændret radikalt af kunsthstorikeren Corrado Ricci, der i 1897 blev udnævnt til Sovrintendente dei monumenti di Ravenna (øverste ansvarlige for Ravennas monumenter). En af de første opgaver han gav sig i kast med, var at istandsætte kapellet og udgrave området omkring det, og det er hans fortjeneste, at det blev frilagt, så man bedre kan se dets arkitektur. Corrado Ricci har beskrevet kapellet - som han omtalte som Sepolcro (grav) - og rekonstruktionsarbejdet i tre artikler i tidsskriftet Bollettino d'Arte.

## Arkitektur og udsmykning
Den lille korsformede kirkebygning, med kuppel over korsskæringen, fremstår i dag udefra som et noget lavstammet byggeri. Man skal imidlertid tage i betragtning, at der siden det femte århundrede er dynget 1,5 m jord på omgivelserne, og udgravningerne i 1898 afslørede tydeligt en mere velproportioneret bygning, som især kommer til sin ret, når den betragtes indefra.
Indvendigt er bygningen overdådigt udsmykket med mosaikker, der blandt andet viser Jesus som Den Gode Hyrde, apostlene og helgenen Lazarus. Det hele er flettet ind i dekorative elementer - herunder antikke mæanderborter - og kuplen er en stjernehimmel i blåt, hvidt og guld, med et kors i centrum. Kendere har gjort opmærksom på, at man her er på vej væk fra den strenge naturalisme - for eksempel er halerne på fårene i Den Gode Hyrde anatomisk ukorrekte, men pyntelige.
Kunsthistorikerne diskuterer stadig betydningen af personkredsen i mosaikkerne. I mange år har man gået ud fra, at personen ved den brændende rist og bogskabet var Sankt Laurentius. Imidlertid har Gillian Mackie plæderet for, at det måske i stedet er Sankt Vincent af Zaragoza. Han blev også pint på en rist, og i modsætning til Sankt Laurentius har han en forbindelse til bogskabet på billedet, idet en del af hans martyrium skyldtes, at han nægtede at brænde sine hellige bøger. Sankt Vincent var desuden fra Spanien, hvor kejserfamilien også stammede fra.
Kunsthistorikeren H.P. Rohde skrev om stilarterne i udsmykningen: " ... alt er smeltet sammen - hedenskab, urkristendom og dæmrende byzantinisme - til en helhed af uforlignelig skønhed." Han gik ikke ind i diskussionen om Galla Placidia og bygningens anvendelse, men skrev i stedet, at "... i grunden er spørgsmålet underordnet. Bygningen og dens udsmykning stammer fra hendes tid, og den virker i dag som et gravminde over langt mere - det er som om selve romerriget, selve antiken er stedt til hvile her."

## Eksterne links
- Wikimedia Commons har flere filer relateret til Galla Placidias mausoleum
- Officiel side på engelsk, med priser og åbningstider. Arkiveret 11. juni 2015 hos  Wayback Machine
- Galla Placidia Mausoleum - kommerciel side om mosaikker.

44°25′16″N 12°11′49″Ø / 44.42111°N 12.19694°Ø